# 발레스카 거트

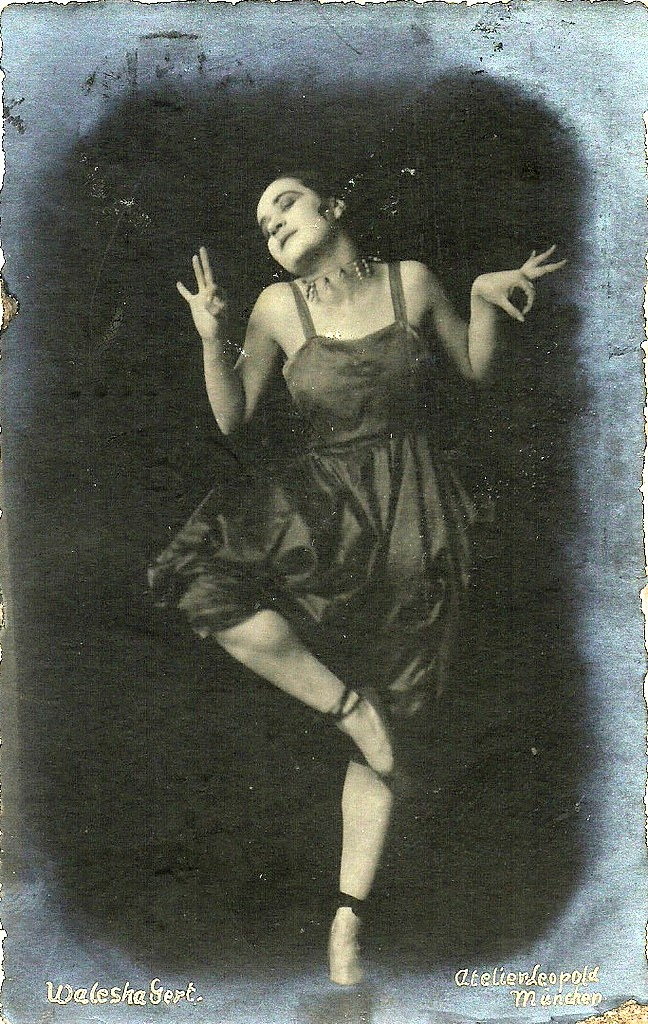

발레스카 거트(Valeska Gert, 1892년 1월 11일 ~ 1978년 3월 15일)는 독일의 안무가, 모델, 댄서, 연극 배우, 영화배우이다.
베를린에서 태어났다.

## 영화
- 영혼의 줄리에타 (1965년)
- 서푼짜리 오페라 (1931년)
- 일요일의 사람들 (1930년)
- 버림받은 자의 일기 (1929년)
- 나나 (1926년)
- 한여름 밤의 꿈 (1924년)